# 克卜勒62e
克卜勒62e（Kepler-62e）是一顆環繞天琴座恆星克卜勒62的太陽系外行星，是距離母恆星第二遠的行星，由 NASA 的克卜勒太空望遠鏡發現。該行星是以偵測行星通過恆星前方造成亮度下降的凌日法發現，並且是很可能位於母恆星適居帶的類地行星 。

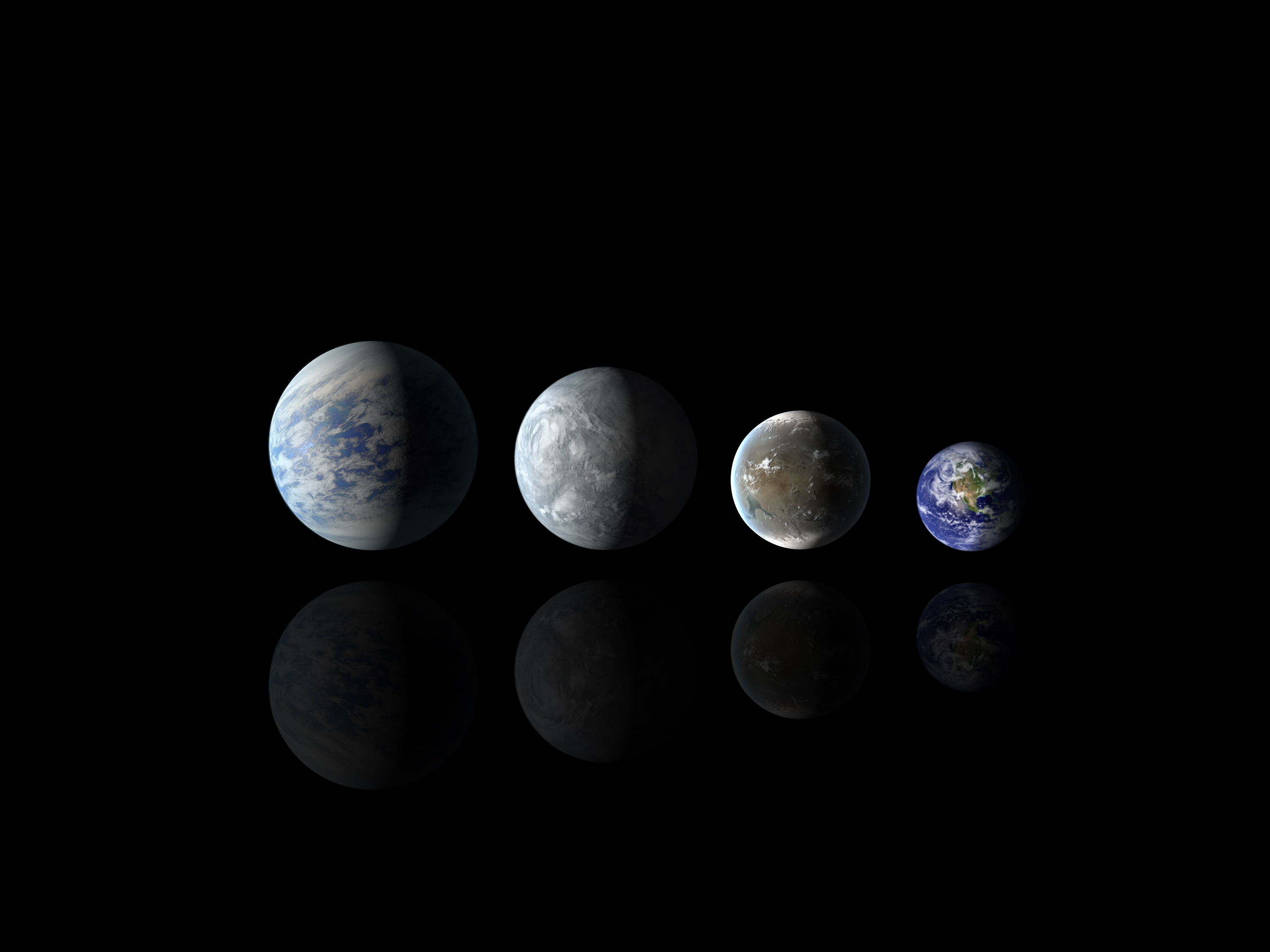
克卜勒69c、克卜勒62e、克卜勒62f和地球的體積比較。

根據行星的年齡（70 ± 40億年）、辐射通量（地球的1.2 ± 0.2倍）和半徑（地球的1.61 ± 0.05倍），它可能是由岩石組成，並且部分表面被海洋覆蓋。已被《天文物理期刊》接受的論文指出根據模型，它可能完全被海洋覆蓋。